# Old Crow Medicine Show

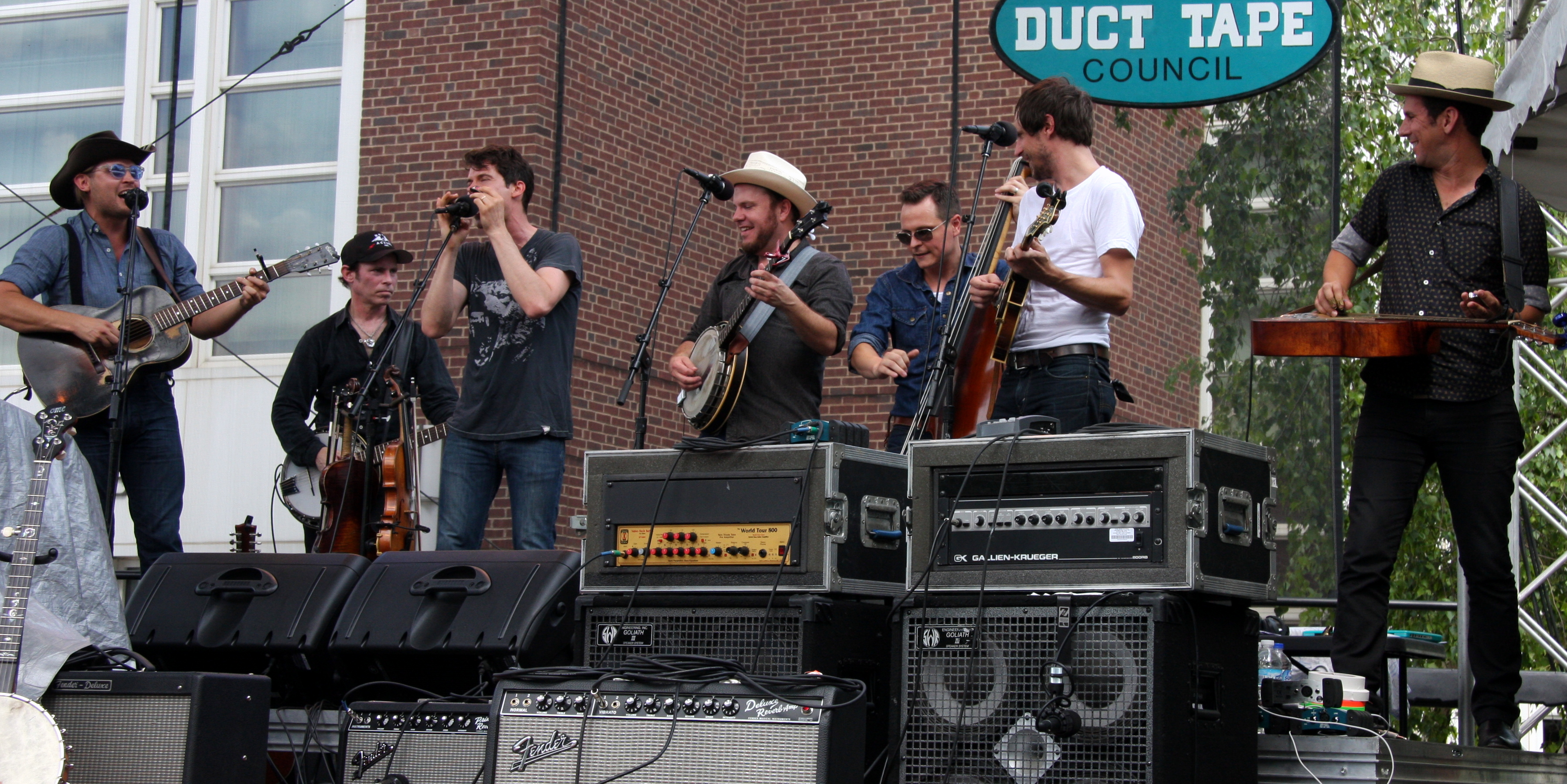
Old Crow Medicine Show 2014

Die Old Crow Medicine Show ist eine US-amerikanische Country-Folk-Band aus Nashville. Zu Beginn der 2000er Jahre hatten sie ihre ersten Erfolge in den USA. Mitte der 2010er gewannen sie zwei Grammy Awards für die Beteiligung an einer Musikdokumentation und für ihr Album Remedy.

## Bandgeschichte
Die fünf Gründungsmitglieder Critter Fuqua, Kevin Hayes, Morgan Jahnig, Ketch Secor und Willie Watson lernten sich in New York kennen und beschlossen, als Old Crow Medicine Show gemeinsam zu musizieren. Bei einem Auftritt als Straßenmusiker in North Carolina wurden sie von Doc Watson entdeckt, der sie zu einem Auftritt beim renommierten MerleFest in Wilkesboro einlud. Danach gingen sie nach Nashville, um ihre Karriere voranzubringen, und wurden schon bald als Vorband für Musiker wie Dolly Parton und die Del McCoury Band engagiert. 2003 unterschrieben sie einen Plattenvertrag mit Nettwerk America und nahmen mit David Rawlings als Produzent ihr Debütalbum auf. Das Album, mit der Abkürzung des Bandnamens O.C.M.S. als Titel, erschien ein Jahr später und brachte sie auf Anhieb auf Platz 1 der Bluegrass-Charts. Erneut mit Rawlings produzierten sie zwei Jahre später Big Iron World. Das zweite Album brachte ihnen nicht nur erneut eine Bluegrass-Nummer-eins, sondern schaffte auch den Einstieg in die offiziellen Albumcharts.
Ein weiterer prominenter Produzent, Don Was unterstützte sie beim dritten Album in fünf Jahren Tennessee Pusher. Stetig wuchs ihr Erfolg und sie kamen auf Platz 50 der offiziellen und in die Top 10 der Countrycharts. Danach nahm sich die Band erst einmal Zeit, in der auch die Bandbesetzung um Chance McCoy, Cory Younts und Gill Landry erweitert wurde. Ted Hutt von Flogging Molly war verantwortlich für ihr nächstes Album Carry Me Back, das 2012 erschien. Mit dem neuen Produzenten nahmen die Folkeinflüsse zu. Mit Platz 22 in den Billboard 200 übertraf es die Vorgänger und in den Countrycharts erreichte es Platz 4 und blieb fast ein ganzes Jahr in der Hitliste. Dazu kamen sie erstmals auf Platz 1 der Folkcharts. Im selben Jahr wirkten sie auch neben Mumford & Sons und Edward Sharpe and the Magnetic Zeros in der Musikdokumentation Big Easy Express von Emmett Malloy mit. Der Film, und damit auch sie als Darsteller, wurde 2013 mit einem Grammy für den besten Musikfilm ausgezeichnet. In diesem Jahr wurden sie auch in die Grand Ole Opry aufgenommen.
Für die nächste Studioarbeit hielten Old Crow Medicine Show an Ted Hutt fest. Folk trat noch mehr in den Vordergrund auf Remedy, das 2014 erschien. Es war zwar ihr erstes Album, das nicht in den Bluegrass-Charts geführt wurde, aber in den Folkcharts erreichte es wieder die Spitze. Außerdem wurde es bei den Grammy Awards 2015 als bestes Folkalbum ausgezeichnet. Mit Platz 15 in den offiziellen Charts war es auch ihr meistverkauftes Album.
Es folgte wieder eine Pause zur Orientierung, die 2017 mit ihrem ersten Best-of-Album endete. Im selben Jahr unterschrieben sie bei Columbia Nashville, um dort ein besonderes Projekt zu veröffentlichen. Zum 50-jährigen Jubiläum der Veröffentlichung des Bob-Dylan-Albums Blonde on Blonde spielten sie das komplette Album live auf der Bühne nach. Der Mitschnitt erschien bei dem Major-Label und brachte sie wieder in die Charts. Im Jahr darauf erschien mit dem 20-jährigen Bandjubiläum das sechste Studioalbum Volunteer, produziert von Dave Cobb. Es brachte ihnen zwar die achte Nummer-eins-Platzierung in den Bluegrass-Charts, mit Platz 100 in den offiziellen und Platz 14 in den Country-Charts hatte es aber die niedrigsten Platzierungen der letzten 10 Jahre.

## Mitglieder
- Critter Fuqua (Sänger, Banjo)
- Kevin Hayes (Guitjo)
- Morgan Jahnig (Kontrabass)
- Ketch Secor (Sänger, Fiddle, Mundharmonika)
- Willie Watson (Sänger, Gitarre, Banjo)
- Chance McCoy (Fiddle, Gitarre)
- Cory Younts (Mandoline, Keyboard)
- Gill Landry (Banjo, Gitarre)

## Diskografie

### Alben
| Jahr | Titel                        | Höchstplatzierung, Gesamtwochen, AuszeichnungChartplatzierungen (Jahr, Titel, Platzierungen, Wochen, Auszeichnungen, Anmerkungen) | Höchstplatzierung, Gesamtwochen, AuszeichnungChartplatzierungen (Jahr, Titel, Platzierungen, Wochen, Auszeichnungen, Anmerkungen) | Anmerkungen                                    |
| Jahr | Titel                        | US | Country | Anmerkungen                                    |
| ---- | ---------------------------- | --- | --- | ---------------------------------------------- |
| 2004 | O.C.M.S.                     | US— GoldUS | Country68 (7 Wo.)Country | Erstveröffentlichung: 24. Februar 2004         |
| 2006 | Big Iron World               | US125 (2 Wo.)US | Country27 (11 Wo.)Country | Erstveröffentlichung: 29. August 2006          |
| 2008 | Tennessee Pusher             | US50 (5 Wo.)US | Country7 (32 Wo.)Country | Erstveröffentlichung: 23. September 2008       |
| 2012 | Carry Me Back                | US22 (5 Wo.)US | Country4 (50 Wo.)Country | Erstveröffentlichung: 17. Juli 2012            |
| 2014 | Remedy                       | US15 (9 Wo.)US | Country4 (22 Wo.)Country | Erstveröffentlichung: 1. Juli 2014             |
| 2017 | 50 Years of Blonde on Blonde | US115 (1 Wo.)US | Country14 (1 Wo.)Country | Erstveröffentlichung: 28. April 2017 Livealbum |
| 2018 | Volunteer                    | US100 (1 Wo.)US | Country14 (1 Wo.)Country | Erstveröffentlichung: 20. April 2018           |

Weitere Alben
- 2001: Eutaw (Livealbum)
- 2013: Carry Me Back to Old Virginia (EP)
- 2017: The Best of Old Crow Medicine Show (Kompilation)
- 2019: Live at the Ryman (Livealbum)

### Lieder
- 2004: Wagon Wheel (US: ×3Dreifachplatin )[4]

## Auszeichnungen
- Grammy Awards[5]
  - 2013: Bester Musikfilm (Big Easy Express, mit Mumford & Sons, Edward Sharpe and the Magnetic Zeros und anderen)
  - 2015: Bestes Folkalbum (Remedy)